# Desa Jatireja (administrativ by i Indonesien, lat -6,40, long 107,88)
Desa Jatireja är en administrativ by i Indonesien.   Den ligger i provinsen Jawa Barat, i den västra delen av landet, 120 km öster om huvudstaden Jakarta.